# Кучеровка (Диканьский район)
Кучеровка (укр. Кучерівка) — село,
Андреевский сельский совет,
Диканьский район,
Полтавская область,
Украина.
Код КОАТУУ — 5321080404. Население по переписи 2001 года составляло 20 человек.

## Географическое положение
Село Кучеровка находится на левом берегу реки Средняя Говтва,
выше по течению на расстоянии в 2 км расположено село Кишеньцы,
ниже по течению на расстоянии в 1 км расположено село Очкановка (Полтавский район),
на противоположном берегу — село Андреевка.
Река в этом месте пересыхает, её русло сильно заболочено.
По селу протекает пересыхающий ручей с запрудой.

## История
- 1844 — дата основания.